# Diego Catasus
Diego Elías Catasus Lazcano (Santiago di Cuba, 3 aprile 2005) è un calciatore cubano con cittadinanza italiana, centrocampista del Latina e della nazionale cubana.

## Carriera

### Club
Nel 2020 viene ingaggiato dal Fondi, che lo aggrega al proprio settore giovanile. Il 22 agosto 2022 viene prelevato dal Latina.

### Nazionale
Nel 2024 esordisce con la nazionale cubana.

## Statistiche

### Cronologia presenze e reti in nazionale
| Cronologia completa delle presenze e delle reti in nazionale ― Cuba | Cronologia completa delle presenze e delle reti in nazionale ― Cuba | Cronologia completa delle presenze e delle reti in nazionale ― Cuba | Cronologia completa delle presenze e delle reti in nazionale ― Cuba | Cronologia completa delle presenze e delle reti in nazionale ― Cuba | Cronologia completa delle presenze e delle reti in nazionale ― Cuba | Cronologia completa delle presenze e delle reti in nazionale ― Cuba | Cronologia completa delle presenze e delle reti in nazionale ― Cuba |
| Data                                                                | Città                                                               | In casa                                                             | Risultato                                                           | Ospiti                                                              | Competizione                                                        | Reti                                                                | Note                                                                |
| ------------------------------------------------------------------- | ------------------------------------------------------------------- | ------------------------------------------------------------------- | ------------------------------------------------------------------- | ------------------------------------------------------------------- | ------------------------------------------------------------------- | ------------------------------------------------------------------- | ------------------------------------------------------------------- |
| 6-9-2024                                                            | Kingston                                                            | Giamaica                                                            | 0 – 0                                                               | Cuba                                                                | CONCACAF Nations League 2024-2025 - 1º turno                        | -                                                                   | 89’                                                                 |
| 10-9-2024                                                           | Santiago di Cuba                                                    | Cuba                                                                | 1 – 1                                                               | Nicaragua                                                           | CONCACAF Nations League 2024-2025 - 1º turno                        | -                                                                   | 82’                                                                 |
| 14-10-2024                                                          | Bacolet                                                             | Trinidad e Tobago                                                   | 3 – 1                                                               | Cuba                                                                | CONCACAF Nations League 2024-2025 - 1º turno                        | -                                                                   | 76’                                                                 |
| 15-11-2024                                                          | Basseterre                                                          | Saint Kitts e Nevis                                                 | 2 – 1                                                               | Cuba                                                                | CONCACAF Nations League 2024-2025 - Play-in                         | -                                                                   | 86’                                                                 |
| 18-11-2024                                                          | Santiago di Cuba                                                    | Cuba                                                                | 4 – 0                                                               | Saint Kitts e Nevis                                                 | CONCACAF Nations League 2024-2025 - Play-in                         | -                                                                   | 86’                                                                 |
| 6-6-2025                                                            | St. John's                                                          | Antigua e Barbuda                                                   | 0 – 1                                                               | Cuba                                                                | Qual. Mondiali 2026                                                 | -                                                                   |                                                                     |
| 10-6-2025                                                           | Santiago di Cuba                                                    | Cuba                                                                | 1 – 2                                                               | Bermuda                                                             | Qual. Mondiali 2026                                                 | -                                                                   | 57’                                                                 |
| Totale                                                              |                                                                     | Presenze                                                            | 7                                                                   |                                                                     | Reti                                                                | 0                                                                   |                                                                     |